# 三観広域行政組合
三観広域行政組合（さんかんこういきぎょうせいくみあい）は、香川県三豊市及び観音寺市の2市が組織する一部事務組合（消防組合）。

## 概要

### 事務所
- 香川県観音寺市坂本町一丁目1番7号

### 主な事務内容
- 関係市より移管された、関係市における滞納市税等の整理に関する事務。
- 消防組織法（昭和22年法律第226号）及び消防法（昭和23年法律第186号）に定める消防事務（水利施設の設置及び管理並びに非常備消防に関する事務を除く。）
- ガス事業法（昭和29年法律第51号。以下この号において「法」という。）に基づく事務のうち、次に掲げる事務。
  - 法第46条第１項の規定による報告徴収
  - 法第47条第１項の規定による立入検査
  - 法第47条の２第１項の規定による命令
- 液化石油ガスの保安の確保及び取引の適正化に関する法律（昭和42年法律第149号。以下この号において「法」という。）に基づく事務のうち、次に掲げる事務。
  - 法第16条の２第２項の規定による命令
  - 法第38条の３の規定による届出の受理
  - 法第82条第１項の規定による報告徴収
  - 法第83条第１項の規定による立入検査
  - 法第83条第３項の規定による立入検査等
  - 法第83条の２第１項の規定による命令
- 在宅当番医制事業の委託に関する事務。
- 病院群輪番制病院事業の補助金に関する事務。
- 小児救急医療支援事業の補助金に関する事務。
- 救急勤務医支援事業の補助金に関する事務。
- 電子計算センターの設置及び運営管理に関する事務。
- 戸籍事務に係る電子情報処理組織の管理に関する事務。
- ごみ処理施設の設置及び運営管理に関する事務。
- 圏域内における地域情報化の推進及びこれに関する事務。
- 介護保険法に基づく事務のうち、介護認定審査会における要介護認定及び要支援認定並びに生活保護法（昭和25年法律第144号）に基づく介護扶助のための要介護状態等の審査判定業務に関する事務。
- 障害者の日常生活及び社会生活を総合的に支援するための法律（平成17年法律第123号）に基づく事務のうち、介護給付費等の支給に係る審査判定業務に関する事務。
- 市町広域連携事業に関する事務

### 組織
- 組合議会
  - 議員定数：16人（三豊市8人、観音寺市8名）
- 執行機関
  - 管理者：1人（関係市長において、関係市の長のうちから選挙する。）
  - 副管理者：1人（関係市長において、関係市の長のうちから選挙する。）
  - 会計管理者：1人（関係市の会計管理者のうちから管理者が任命する。）
  - 監査委員：2人（管理者が組合議会の同意を得て、識見を有する者及び組合議員のうちから各１人を選任する。）

### 施設
- 電子計算センター・三観広域行政組合本部・三観広域防災センター
  - 観音寺市坂本町一丁目1番7号

## 常備消防事務

### 概要
- 消防本部：観音寺市坂本町一丁目1番7号
- 管内面積：340.13km2
- 職員数：175人
- 消防署2カ所、分署3カ所
- 主力機械
  - 消防ポンプ自動車：7
  - 水槽付消防ポンプ自動車：2
  - 小型動力ポンプ付水槽車：1
  - 化学消防ポンプ自動車：1
  - はしご付消防自動車：1
  - 小型はしご付消防自動車：1
  - 救助工作車：2
  - 救急自動車：7
  - 指令車：3
  - 広報車：6
  - その他：9

### 沿革
- 1971年3月20日 観音寺市・三豊郡大野原町・豊浜町・仁尾町・高瀬町・豊中町・山本町・財田町・詫間町及び三野町の1市9町により三豊地区広域市町村圏振興事務組合が発足する。
- 1972年
  - 4月1日 消防本部・南消防署を設置し業務を開始する。
  - 12月1日 北消防署を設置し業務を開始する。
- 1973年4月1日 南消防署第一分署、第二分署及び北消防署第三分署を設置し業務を開始する。
- 2005年10月11日 観音寺市と三豊郡大野原町及び豊浜町が合併し、新たな観音寺市が発足する。
- 2006年1月1日 三豊郡高瀬町・山本町・三野町・豊中町・詫間町・仁尾町及び財田町が合併し三豊市が発足する。構成市町の合併により三豊地区広域市町村圏振興事務組合消防本部から三観広域行政組合消防本部へ、南消防署第二分署が北消防署第二分署へ名称変更する。

### 組織
- 本部－総務課、予防課、消防防災課、情報指令課
- 消防署

### 消防署
| 消防署   | 住所                       | 分署                                                               |
| -------- | -------------------------- | ------------------------------------------------------------------ |
| 南消防署 | 観音寺市坂本町一丁目1番7号 | 第一：観音寺市大野原町大野原4929番地1                              |
| 北消防署 | 三豊市高瀬町下勝間2344-1   | 第二：三豊市山本町財田西1051番地1 第三：三豊市詫間町詫間7042番地27 |